# Defensa St. George
La Defensa St. George (también conocida como Defensa Baker) es una poco ortodoxa apertura semiabierta en el juego del ajedrez, planteada por el jugador de piezas negras. Básicamente, frente a la propuesta blanca de 1.e4 las negras responden con 1. … a6 (ver diagrama).

Diagrama de la defensa St. George 
|       |       |       |       |       |       |       |       |       |  |
|       | a8 rd | b8 nd | c8 bd | d8 qd | e8 kd | f8 bd | g8 nd | h8 rd |  |
| a7    | b7 pd | c7 pd | d7 pd | e7 pd | f7 pd | g7 pd | h7 pd |       |  |
| a6 pd | b6    | c6    | d6    | e6    | f6    | g6    | h6    |       |  |
| a5    | b5    | c5    | d5    | e5    | f5    | g5    | h5    |       |  |
| a4    | b4    | c4    | d4    | e4 pl | f4    | g4    | h4    |       |  |
| a3    | b3    | c3    | d3    | e3    | f3    | g3    | h3    |       |  |
| a2 pl | b2 pl | c2 pl | d2 pl | e2    | f2 pl | g2 pl | h2 pl |       |  |
| a1 rl | b1 nl | c1 bl | d1 ql | e1 kl | f1 bl | g1 nl | h1 rl |       |  |
|       |       |       |       |       |       |       |       |       |  |

Código ECO = B00 1.e4 a6
Es una apertura de Peón Rey que se considera inferior a las respuestas clásicas 1. ...e5, 1. ...e6, 1. ...c5, ó 1. ...c6. 
Para muchos es una defensa discutible comparada por ejemplo con la Defensa Owen (1.e4 b6 2.d4 Ab7), debido a que las negras consumen tres movimientos para desarrollar su Alfil del flanco de Dama, frente a los dos que necesita la defensa Owen. Además las blancas dominan el centro del tablero.
La línea principal de la apertura comienza con 1.e4 a6!? 2.d4 b5 3.Cf3 Ab7 4.Ad3 e6 5.0-0 Cf6
Existen numerosas variantes a partir de la segunda jugada de las blancas, por ejemplo:
1. Una posición defensiva más fuerte, aunque raramente jugada, con 2.c4 previniendo el movimiento negro de 2… b5 (o bien ofreciendo un gambito).
2. Ataque de los Tres Peones, a veces denominado Gambito de St. George, que continúa con 3.c4 e6!? 4.cxb5 axb5 5.Axb5 Ab7. Las negras también pueden jugar 3... Ab7 y ofrecer su peón b por el peón de mayor valor blanco en e.
3. Transposición: Boris Spassky jugó también la defensa St. George, aunque por transposición, en su partida 22 de los campeonatos mundiales de 1966, en su enfrentamiento con el campeón mundial Tigran Petrosian. La partida comenzó con 1.d4 b5 (Defensa Polaca) 2.e4 Ab7 3.f3 a6 (transposición a St. George). Sin embargo, esta fue una desafortunada decisión para la defensa: Petrosian ganó, alcanzando los 12 puntos que necesitaba para retener su título. Hoy en día, esta defensa ha ganado cierta popularidad entre los jugadores de ajedrez en línea de habla hispana gracias al usuario chileno Tsschessumare ("El personaje favorito de los niños"), de ahí que esta apertura se conozca cómicamente como "Defensa Tsschessumare" entre algunos usuarios.

## Historia
La defensa debe su nombre al Santo Patrón de Inglaterra St. George. 
Los defensores de la apertura están dispuestos, por lo general, a sacrificar el centro para atacar desde el flanco, de forma que evitan las aperturas teóricas. 
La primera partida de ajedrez documentada con la defensa St. George fue la victoria del aficionado inglés J. Baker contra el primer campeón mundial oficial de ajedrez Wilhelm Steinitz durante una sesión de simultáneas el 11 de diciembre de 1868. 
Michael Basman fue conocido por jugar la defensa St. George, así como Tony Miles y Tsschessumare. Quizás la aparición más famosa de Miles fue cuando derrotó al reinante campeón mundial Anatoly Karpov en 1980 durante los campeonatos mundiales por equipos en Sakara (Suecia). Miles denominó así la apertura de manera similar el mito de St. George y el dragón, en el cual St. George mató al dragón como Miles dio muerte a Karpov consiguiendo la victoria. La apertura también fue conocida en esta época como defensa Birmingham, como la ciudad de natal de Miles.
La mayoría de los trabajos teóricos sobre la defensa fueron hechos por el inglés Michael Basman. Él también cristianizó el nombre de la defensa como St. George.
- Datos: Q2705878